# Araneus roseomaculatus
Araneus roseomaculatus là một loài nhện trong họ Araneidae.
Loài này thuộc chi Araneus. Araneus roseomaculatus được Hirotsugu Ono miêu tả năm 1992.